# Матвеев, Геннадий Михайлович
Генна́дий Миха́йлович Матве́ев (22 августа 1937, Ростов-на-Дону, СССР — 15 января 2014, Германия) — советский футболист, нападающий. Мастер спорта СССР (1960).

## Биография
С 1957 по 1959 год выступал за «Ростсельмаш». Основную карьеру провёл в 1959—1968 годах в ростовском СКА, сыграл за команду 225 игр, забил 70 мячей, был капитаном команды.
В 1963 году провёл 2 игры и забил 3 гола за олимпийскую сборную, в 1964—1966 — 6 матчей и 2 гола за главную сборную.
По окончании карьеры игрока работал тренером. Тренировал СКА (Ростов-на-Дону), СКА (Одесса), «Кубань», «Торпедо» (Таганрог), «Атоммаш» Волгодонск.

## Достижения
- Серебряный призёр чемпионата СССР: 1966
- № 1 в списке 33-х лучших: 1966